# Carsten Hansen (politiker)
 Der er flere personer med dette navn, se Carsten Hansen.
Carsten Mogens Hansen (født 10. januar 1957 i Odense) er en dansk politiker for Socialdemokraterne, tidligere folketingsmedlem fra 1998 til 2015 og minister for by, bolig og landdistrikter samt minister for nordisk samarbejde.
I dag er Carsten Hansen bl.a. formand for Odense Zoo's bestyrelse.

## Privat
Han er søn af arbejdsmand Poul Hansen og hjemmehjælper Inger Hansen. Carsten Hansen afsluttede 9. kl. afgangsprøve og blev VVS-montør. Han har arbejdet som varmemester og vurderingsmand.

## Politik
Carsten Hansen kom i Folketinget 11. marts 1998 valgt i Fyns Amtskreds. Siden 1995 har han været opstillet i Odense Sydkredsen, Fyns Storkreds. Han trak sig som folketingskandidat efter Folketingsvalget 2015, hvor han ikke blev genvalgt. Han kreds blev overtaget af tidligere formand for Danmarks Socialdemokratiske Ungdom, Alexander Grandt Petersen.[kilde mangler] I april-maj 2018 var han midlertidigt folketingsmedlem i knap to måneder som stedfortræder for Trine Bramsen.
Han er medlem af Uddannelsesudvalget, Udvalget for Forretningsordenen og Statsrevisorerne. Derudover er Carsten Hansen medlem af bestyrelsen i Nørre Åby Efterskole og næstformand i AOF Danmark.
Som MF var Carsten Hansen leder af kaffeklubben Rustbankerne.

## Sexchikane sag
I 2011 kom det frem, at Carsten Hansen havde været involveret i en sag om sexchikane af en tidligere sekretær i Socialdemokratiet  Til en julefrokost havde Carsten Hansen råbt, tværs over flere borde, henvendt til sekretæren: "Hvornår fik du din seksuelle debut, Louise. Kom nu, sig det nu." 
Senere på aftenen havde han, ifølge den forulempede, kommet over til hende og taget fat om hende, slikket hende på kinden og kysset hende, og efterfølgende sagt: "Du skal ha’ en rigtig mand." 
Under ledelse af Bjarne Corydon, blev der nogle måneder efter holdt et møde, hvor Carsten Hansen gav hende en undskyldning, mod at hun underskrev en tavshedsaftale. Kvinden modtog ingen økonomisk kompensation eller lignende. 

## Svendborg Akutafdeling Kontroversen
Carsten Hansen lovede ved valget 2011 de sydfynske vælgere - kredsen for hans opstilling - at de kunne beholde skadestuen i Svendborg. Carsten Hansen underskrev, under stor lokal bevågenhed, en kontrakt med vælgerne i Svendborg. Kontrakten lovede at hvis socialdemokratiet vandt valget ville akutafdelingen i Svendborg forblive.
Efterfølgende valgte Carsten Hansen (S) at bryde sit valgløfte og stemte for et lovforslag der ville afvikle akutafdelingen I Svendborg.  